# Hitorijime My Hero
Hitorijime My Hero (ひとりじめマイヒーロー?, Hitoriji me Maihīrō, lett. "Monopolizzo il mio eroe") è un manga yaoi scritto e disegnato da Memeco Arii. L'opera narra la storia d'amore tra un insegnante e un suo allievo nonché quella del fratello minore dell'insegnante con un suo amico d'infanzia. È serializzata sulla rivista Gateau della casa editrice Ichijinsha da febbraio 2012. Un adattamento animato del manga è stato fatto per la televisione ed è andato in onda, in Giappone, dall'8 luglio al 23 settembre 2017.

## Trama
Masahiro Setagawa ha smesso di credere agli eroi ed è convinto che essi non esistano veramente, specialmente perché ha avuto molti problemi. È stato costretto ad unirsi a una banda di delinquenti ed è spesso vittima di bullismo da parte dei vari componenti, viene anche usato come galoppino dal gruppo. Tuttavia, presto un famigerato combattente di strada di nome Kousuke Ooshiba, noto come "Bear Killer", lo salva inconsapevolmente. Quest'uomo sembra essere il fratello maggiore del suo migliore amico, Kensuke Ooshiba, e il suo attuale insegnante. Ora Kousuke ha rivendicato Masahiro come suo "sottoposto" e promette di proteggerlo, ma i sentimenti reciproci sembrano essere,  per entrambi, molto più profondi del semplice affetto. Nel frattempo Kensuke si è ricongiunto con un suo vecchio amico, Asaya Hasekura, un famoso ragazzo carino che dichiara il suo amore per lui lasciandolo confuso e insicuro.

## Personaggi

Scena dell'opening dell'anime con Masahiro Setagawa e Kousuke Ooshiba

Masahiro Setagawa (勢田川正広?, Setagawa Masahiro)
Doppiato da: Toshiki Masuda
Un delinquente debole che cercava un luogo d'appartenenza. È molto abile nel cucinare e nelle faccende domestiche perché a sua madre sono cose che non importa fare (quindi si è dovuto arrangiare). Gli piacciono i piccoli animali e sembra essere abbastanza informato al riguardo.
Kousuke Ooshiba (大柴康介?, Ōshiba Kōsuke)
Doppiato da: Tomoaki Maeno
Un insegnante di scuola superiore, insegna matematica. È temuto dai delinquenti locali e soprannominato "Bear Killer" (熊 殺 し Kuma-goroshi). È molto affettuoso e spesso si immischia nella vita di Masahiro.
Kensuke Ooshiba (大柴健介?, Ōshiba Kensuke)
Doppiato da: Yoshitsugu Matsuoka
Il fratello minore di Kousuke, è il migliore amico di Masahiro dalle scuole medie. Invita spesso i suoi amici a giocare e mangiare a casa di Ooshiba. È l'amico d'infanzia di Asaya.
Asaya Hasekura (支倉麻也?, Hasekura Asaya)
Doppiato da: Shinnosuke Tachibana
Un bel ragazzo molto popolare tra gli altri studenti. Ha un grande appetito e mangia molto rapidamente.

## Media

### Manga
La serie è uno spin-off del manga Hitorijime Boyfriend di Memeco Arii.

#### Volumi
| 1  | 15 febbraio 2012                                                                                  | ISBN 978-4-7580-7178-9                                                                                                | 30 settembre 2020 | ISBN 978-88-226-1983-9 |
| 1  | Capitoli - Capitoli 1-5 - Bonus                                                                   | |                   |                        |
| 2  | 13 luglio 2013                                                                                    | ISBN 978-4-7580-7261-8                                                                                                | 4 novembre 2020   | ISBN 978-88-226-2018-7 |
| 2  | Capitoli - Capitoli 6-10 - Bonus                                                                  | |                   |                        |
| 3  | 30 luglio 2014                                                                                    | ISBN 978-4-7580-7307-3 (ed. regolare) ISBN 978-4-7580-7308-0 (ed. limitata A) ISBN 978-4-7580-7309-7 (ed. limitata B) | 7 gennaio 2021    | ISBN 978-88-226-2071-2 |
| 3  | Capitoli - Capitolo 2.5 - Capitolo 10.5 - Capitoli 11-12 - Capitolo 12.5 - Capitoli 13-15 - Bonus | |                   |                        |
| 4  | 30 aprile 2015                                                                                    | ISBN 978-4-7580-7408-7 (ed. regolare) ISBN 978-4-7580-7409-4 (ed. limitata)                                           | 3 marzo 2021      | ISBN 978-88-226-2175-7 |
| 4  | Capitoli - Capitolo 16 - Capitolo 16.5 - Capitoli 17-19 - Bonus                                   | |                   |                        |
| 5  | 15 luglio 2016                                                                                    | ISBN 978-4-7580-7524-4 (ed. regolare) ISBN 978-4-7580-7525-1 (ed. limitata)                                           | 5 maggio 2021     | ISBN 978-88-226-2290-7 |
| 5  | Capitoli - Capitolo 20 - Capitolo 19.5 - Capitoli 21-24 - Bonus                                   | |                   |                        |
| 6  | 29 giugno 2017                                                                                    | ISBN 978-4-7580-7699-9 (ed. regolare) ISBN 978-4-7580-7700-2 (ed. limitata)                                           | 30 giugno 2021    | ISBN 978-88-226-2401-7 |
| 6  | Capitoli - Capitoli 25-30 - Capitolo 5.5 - Capitolo 25.5 - Bonus                                  | |                   |                        |
| 7  | 30 gennaio 2018                                                                                   | ISBN 978-4-7580-7778-1 (ed. regolare) ISBN 978-4-7580-7779-8 (ed. limitata)                                           | 1º settembre 2021 | ISBN 978-88-226-2546-5 |
| 7  | Capitoli - Capitoli 31-32 - Capitolo 32.5 - Capitolo 33.5 - Capitolo 33 - Bonus                   | |                   |                        |
| 8  | 28 dicembre 2018                                                                                  | ISBN 978-4-7580-7887-0 (ed. regolare) ISBN 978-4-7580-7888-7 (ed. limitata)                                           | 29 ottobre 2021   | ISBN 978-88-226-2720-9 |
| 8  | Capitoli - Capitoli 34-40 - Capitolo 37.5 - Bonus                                                 | |                   |                        |
| 9  | 29 agosto 2019                                                                                    | ISBN 978-4-7580-7970-9 (ed. regolare) ISBN 978-4-7580-7971-6 (ed. limitata)                                           | 5 gennaio 2022    | ISBN 978-88-226-2915-9 |
| 9  | Capitoli - Capitoli 41-45 - Capitolo 45.5 - Capitolo 40.5 - Bonus                                 | |                   |                        |
| 10 | 29 luglio 2020                                                                                    | ISBN 978-4-7580-2122-7 (ed. regolare) ISBN 978-4-7580-2123-4 (ed. limitata)                                           | 2 marzo 2022      | ISBN 978-88-226-3025-4 |
| 10 | Capitoli - Capitoli 46-51 - Bonus                                                                 | |                   |                        |
| 11 | 31 maggio 2021                                                                                    | ISBN 978-4-7580-2233-0 (ed. regolare) ISBN 978-4-7580-2234-7 (ed. limitata)                                           | 6 luglio 2022     | ISBN 978-88-226-3307-1 |
| 11 | Capitoli - Capitoli 52-57 - Capitolo 53.5 - Capitolo 54.5 - Bonus                                 | |                   |                        |
| 12 | 30 novembre 2021                                                                                  | ISBN 978-4-7580-2323-8 (ed. regolare) ISBN 978-4-7580-2324-5 (ed. limitata)                                           | 7 settembre 2022  | ISBN 978-88-226-3408-5 |
| 12 | Capitoli - Capitoli 58-64 - Bonus                                                                 | |                   |                        |
| 13 | 30 giugno 2022                                                                                    | ISBN 978-4-7580-2431-0 (ed. regolare) ISBN 978-4-7580-2432-7 (ed. limitata)                                           | 18 ottobre 2023   | ISBN 978-88-226-4276-9 |
| 13 | Capitoli - Capitoli 65-71 - Capitolo 60.5 - Capitolo 66.5 - Bonus                                 | |                   |                        |
| 14 | 30 marzo 2023                                                                                     | ISBN 978-4-7580-2510-2 (ed. regolare) ISBN 978-4-7580-2511-9 (ed. limitata)                                           | 29 novembre 2023  | ISBN 978-88-226-4316-2 |
| 14 | Capitoli - Capitoli 72-79 - Bonus                                                                 | |                   |                        |
| 15 | 15 aprile 2024                                                                                    | ISBN 978-4-7580-2685-7 (ed. regolare) ISBN 978-4-7580-2686-4 (ed. limitata)                                           | 1º luglio 2025    | ISBN 978-88-226-5821-0 |
| 15 | Capitoli - Capitoli 80-87 - Bonus                                                                 | |                   |                        |
| 16 | 15 gennaio 2025                                                                                   | ISBN 978-4-7580-2831-8 (ed. regolare) ISBN 978-4-7580-2832-5 (ed. limitata)                                           | 16 settembre 2025 | ISBN 978-88-226-5822-7 |
| 16 | Capitoli - Capitoli 88-94 - Bonus                                                                 | |                   |                        |

### Anime

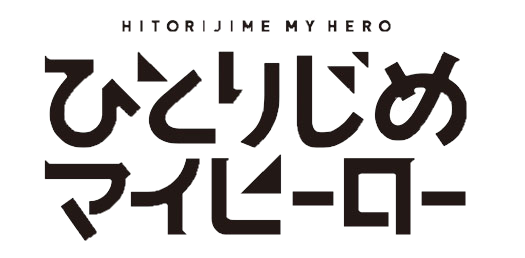
Logo originale della serie

La sigla di apertura dell'anime si chiama Heart Signal di Wataru Hatano e quella di chiusura si chiama True Love ed è cantata dai doppiatori dei quattro personaggi principali. L'adattamento dell'anime riprende la trama del manga iniziando cronologicamente dall'incontro di Masahiro e Kousuke per poi continuare con la trama principale di Hitorijime Boyfriend prima di tornare alla trama principale di Hitorijime My Hero.

#### Episodi
| Nº | Titolo italiano (traduzione letterale) Giapponese 「Kanji」 - Rōmaji                                                            | In onda           | In onda |
| Nº | Titolo italiano (traduzione letterale) Giapponese 「Kanji」 - Rōmaji                                                            | Giapponese        |         |
| 1  | All'inizio non riesce a dirmelo mai 「はじまりは、いつも教えてもらえない。」 - Hajimari wa, itsumo oshiete moraenai.            | 8 luglio 2017     |         |
| 2  | Le giornate si susseguono, ma c'è di più 「ぐるぐる毎日、だけどもっと。」 - Guruguru mainichi, dakedo motto.                    | 15 luglio 2017    |         |
| 3  | Come un piccolo, piccolo raggio di luce 「それは、ちいさなちいさな光のように。」 - Sore wa, chiisana chiisana hikari no you ni. | 22 luglio 2017    |         |
| 4  | Un presentimento si nasconde fra il fumo avvolgente 「予感は、くゆる煙にかくれてる。」 - Yokan wa, kuyuru kemuri ni kakureteru. | 29 luglio 2017    |         |
| 5  | Una persona meritevole d'amore 「愛するに足る、存在。」 - Ai suru ni taru, sonzai.                                              | 5 agosto 2017     |         |
| 6  | Mio salvatore, sii libero 「救世主よ、自由であれ。」 - Kyuuseishu yo, jiyuu de are.                                             | 12 agosto 2017    |         |
| 7  | L'ululato dei ragazzi del liceo 「男子高校生、吠える。」 - Danshi koukousei, hoeru.                                             | 19 agosto 2017    |         |
| 8  | Sentimenti irrefrenabili mi spingono in avanti 「とめどない気持ち、背中を押して。」 - Tomedonai kimochi, senaka o oshite.       | 26 agosto 2017    |         |
| 9  | La direzione di questo sentimento 「この想いの、向かう先。」 - Kono omoi no, mukau saki.                                        | 2 settembre 2017  |         |
| 10 | Se si tratta di felicità, perché soffro così tanto? 「幸せって、こんなに苦しい。」 - Shiawasette, konna ni kurushii.            | 9 settembre 2017  |         |
| 11 | Ecco perché io voglio che tu sorrida 「だから、ただ笑っていてほしい。」 - Dakara, tada waratte ite hoshii.                      | 16 settembre 2017 |         |
| 12 | Il posto più bello del mondo 「世界で1番, やさしい場所。」 - Sekai de ichiban, yasashii basho.                                  | 23 settembre 2017 |         |